# Lutzhorn
Lutzhorn település Németországban, Schleswig-Holstein tartományban. Lakosainak száma 798 fő (2023. december 31.).

## Népesség
A település népességének változása:
| Lakosok száma | 724  | 797  | 800  | 801  | 785  | 783  | 798  |
|               | 1975 | 2014 | 2017 | 2019 | 2021 | 2022 | 2023 |